# Aethes williana
Aethes williana es una especie de polilla del género Aethes, categorizada en la tribu Cochylini, de la subfamilia Tortricinae.

## Distribución
Se distribuye por Europa.

## Taxonomía
Fue descrita por Brahm en 1791 y publicada en (Phalaena (Tortrix)), Insect.-Kalen 2: 267.